# Coal Point
Coal Point är en ort i Australien. Den ligger i kommunen Lake Macquarie Shire och delstaten New South Wales, i den sydöstra delen av landet, omkring 98 kilometer norr om delstatshuvudstaden Sydney. Antalet invånare är 1 730.